# Schulprofil
Unter einem Schulprofil versteht man die Gesamtheit der Charakteristika und der Unterscheidungsmerkmale der Ausbildungsrichtungen bzw. von Schulzweigen bei verschiedenen Schularten.
Schulprofile, als besondere Bildungschwerpunkte finden sich an den Schultypen aller Stufen. Es gibt sie sowohl als Schultyp deklariert, wie auch als völlig eigenständige Wahl einer einzelnen Schule.
Vom jeweiligen Profil hängt das Vorhandensein  und die Intensität bestimmter Fächer im Lehrplan ab.
Allgemeine Schulprofile:
- Musikschule
- Sportschule

Nationales:
- Deutschland, historisch: Spezialschule (DDR), Spezialklasse (DDR) (Begabtenförderung)
- Österreich: Siehe Schule mit besonderem Bildungsschwerpunkt
- Liechtenstein: Siehe Profilschule (Liechtenstein)